# La forza della volontà
La forza della volontà (Stand and Deliver) è un film del 1988 diretto da Ramón Menéndez. 
Il film è ispirato alla storia vera dell'insegnante di matematica Jaime Escalante.

## Trama
Lasciato deliberatamente il suo lavoro di dirigente esperto in computer, Jaime Escalante, di origine boliviana ma naturalizzato statunitense, si trasferisce a Los Angeles nella mediocre Garfield High School, frequentata da ragazzi latinoamericani che vivono al limite della miseria e del degrado morale, per tentarne il recupero culturale e umano. La scuola dove Escalante dovrebbe svolgere un corso di informatica non è dotata di un solo computer, dispone di un organico di insegnanti semisprovveduti ed è diretta da un preside onesto ma senza nerbo, coadiuvato da una dispotica segretaria tuttofare. A Escalante viene assegnato l'insegnamento della matematica in una classe scombinata e pittoresca, capeggiata dall'irriducibile Angel. Subito si adegua, in apparenza, al linguaggio, ai modi e ai gusti del suo variegato uditorio, partendo dal punto in cui si trovano i riluttanti allievi e assumendone i toni sboccati e strafottenti, per proporre loro i primi elementi di algebra e di analisi matematica in forma di gioco. Riesce così a conquistarsi la simpatia e la fiducia dei ragazzi, al punto da poter chieder loro autentici tour de force al fine di esaurire il programma e presentarli preparati agli esami. In questa attività, Escalante impegna senza risparmio le sue energie nella disperata impresa fino al limite dell'infarto. La prova d'esame ha un esito talmente incredibile da sembrare abilmente manipolata. Gli esami vengono perciò sbrigativamente annullati, con somma amarezza e delusione di professore, alunni e famiglie. In seguito a una violenta protesta di Escalante presso le autorità competenti, da cui esige minacciosamente le prove del presunto falso, gli esami vengono ripetuti con una riuscita brillantissima che fa salire le quotazioni della Garfield High School.

## Riconoscimenti
- 1989 - Premio Oscar
  - Nomination Miglior attore protagonista a Edward James Olmos
- 1989 - Golden Globe
  - Nomination Miglior attore in un film drammatico a Edward James Olmos
  - Nomination Miglior attore non protagonista a Lou Diamond Phillips
- 1989 - Independent Spirit Award
  - Miglior film a Tom Musca
  - Migliore regia a Ramón Menéndez
  - Miglior attore protagonista a Edward James Olmos
  - Miglior attore non protagonista a Lou Diamond Phillips
  - Miglior attrice non protagonista a Rosanna DeSoto
  - Migliore sceneggiatura a Ramón Menéndez e Tom Musca
  - Nomination Migliore fotografia a Tom Richmond

Nel 2011 è stato scelto per essere conservato nel National Film Registry della Biblioteca del Congresso degli Stati Uniti.